# Kusu (Insel)
Kusu ist eine Insel im Süden Singapurs.
Andere Bezeichnung für Kusu Island sind Peak Island und Pulau Tembakul auf Malaiisch. Die Insel liegt 5,6 km südlich der Hauptinsel.

## Entstehung
Aus zwei winzigen aus dem Meer ragenden Spitzen von Riffen entstand durch Aufschüttung eine 85.000 Quadratmeter große Insel. 
Der Legende nach verwandelte sich eine magische Schildkröte in eine Insel, um zwei schiffbrüchige Matrosen zu retten. Einer dieser Matrosen war Chinese und einer Malaie.

## Tourismus
Die Insel wurde als Urlaubsresort errichtet. Im neunten Monat des Mondkalenders kommen tausende Pilger auf die Insel um für Gesundheit, Frieden, Glück und Wohlstand zu beten.
Auf der Insel befindet sich der berühmte chinesische Tempel Da Bo Gong und drei malaiische Schreine. 
Sehenswert sind außerdem die blauen Lagunen und unberührten Strände. Es ist nicht erlaubt, auf Kusu zu übernachten. 